# Ён Минчхён, Михаил
Михаил Ён Минчхён (кит. 楊鳴章; 1 декабря 1946, Шанхай, Китайская Республика — 3 января 2019, Гонконг, КНР) — китайский прелат, епископ Гонконга (2017—2019).

## Биография
Родился 1 декабря 1946 года в Шанхае, но в 1950 году семья переехала в Гонконг.
В 1978 году был рукоположен в священный сан.
С 11 июля 2014 года — титулярный епископ Монса Нумидийского и вспомогательный епископ Гонконга.
С 13 ноября 2016 года — епископ-коадъютор Гонконга.
С 1 августа 2017 года — епископ Гонконга.
Скончался 3 января 2019 года в Гонконге от печёночной недостаточности, вызванной циррозом печени. 11 января, после заупокойной мессы, погребён на колониальном кладбище Гонконга.